# Marcin Dziewoński
Marcin Dziewoński (ur. 11 listopada 1784 w Dziekanowicach, zm. ?) – chłop, poseł do Sejmu Krajowego Galicji i do austriackiej Rady Państwa
Chłop, właściciel gruntów w Sierakowie, a następnie w Dziekanowicach w gminie Dobczyce w pow. wielickim. Ożenił się z Agnieszką z Wronów, mieli troje dzieci: Katarzynę (ur. 25.11.1833), Jana (ur. 8.06.1838), Marię (ur. 2.12.1841). Dzięki jego inicjatywie w 1858 roku wybudowano nowy budynek szkoły w Dziekanowicach. 
Poseł do Sejmu Krajowego Galicji I i II kadencji (1865–1870), wybrany w I kadencji w IV kurii obwodu Kraków, z okręgu wyborczego nr 53 Wieliczka-Podgórze-Dobczyce 30 listopada 1865, na miejsce zmarłego Nikodema Bętkowskiego. Był także posłem do austriackiej Rady Państwa II kadencji (11 grudnia 1869 - 31 marca 1870) wybranym po rezygnacji Wacława Wyrobka przez Sejm w kurii XX – jako delegat z grona posłów wiejskich okręgów: Kraków, Chrzanów, Bochnia, Brzesko, Wieliczka, Wadowice, Kęty, Myślenice, Żywiec. W parlamencie austriackim członek Koła Polskiego.